# Colfax (entreprise)
Pour les articles homonymes, voir Colfax.
 (novembre 2018).
Colfax est une entreprise américaine spécialisée dans le matériel de soudage, mais également de compresseurs et de turbines.

## Histoire
En novembre 2018, Colfax annonce l'acquisition de DJO Global, une entreprise de matériel médical, pour 3,15 milliards de dollars.
En mars 2021, Colfax annonce la scission de ses activités entre DJO, sa filiale de matériel médical et ESAB, sa filiale spécialisée dans le matériel industriel.